# Eva Laurenssen
Eva Laurenssen, née en 1988 à Heeswijk-Dinther, est une actrice et chanteuse néerlandaise.

## Filmographie

### Cinéma
- 2012 : Frits & Franky (nl) : Jolien
- 2012 : Naar het einde van de straat : Lita
- 2013 : Soof (nl) de Antoinette Beumer : Gaby[2]
- 2015 : Groen de Lucas Camps : Meisje[3]
- 2016 : Soof 2 (nl) de Esmé Lammers : Gaby[4]
- 2017 : Bella Donna's de Jon Karthaus : Sasha[5]
- 2018 : All You Need Is Love (nl) : Boukje

### Téléfilms
- 2011 : Mixed Up (nl)
- 2012 : Flikken Maastricht : Ilse Rijk
- 2012 : Divorce (nl) : Coassistente
- 2012 : Penoza (nl)
- 2012 : Lieve Liza (nl) : Angela
- 2013 : Van God Los (nl) : Macy van der Voort
- 2014 : StartUp (nl) : Helena Nuijs
- 2015 : Meiden van de Herengracht (nl) : Gloria Santos
- 2016 : La Famiglia (nl) : Giulia Esposito
- 2016 : De mannen van dokter Anne : Mandy Moon

## Théâtre

### Pièces et comédies musicales
- 2009 : Tip top
- 2010 : Our Anna is not all that stupid: De zeven doodzonden van Brecht
- 2010-2011 : The Beatles; Here, there and everywhere
- 2011 : Iedereen behalve ik
- 2012 : Leonce en Lena
- 2013 : Debby's droom
- 2016 : Late Evening Zomercabaret